# Scapozygocera
Scapozygocera – rodzaj chrząszczy z rodziny kózkowatych. 

## Zasięg występowania
Przedstawiciele tego rodzaju występują na Nowej Gwinei oraz Wyspach Aru.

## Systematyka
Do Scapozygocera należą 2 gatunki:
- Scapozygocera ochreifrons
- Scapozygocera quadriplagiata